# Departamento de Suchitepéquez
Departamento de Suchitepéquez är ett departement i Guatemala. Det ligger i den sydvästra delen av landet, 100 km väster om huvudstaden Guatemala City. Antalet invånare är 542 059. Arean är 2 510 kvadratkilometer.
Terrängen i Departamento de Suchitepéquez är varierad.
Departamento de Suchitepéquez delas in i:

1. Municipio de Zunilito
2. Municipio de Santo Tomás La Unión
3. Municipio de Santo Domingo Suchitepéquez
4. Municipio de Santa Bárbara
5. Municipio de San Pablo Jocopilas
6. Municipio de San Miguel Panán
7. Municipio de San Lorenzo
8. Municipio de San Juan Bautista
9. Municipio de San José El Ídolo
10. Municipio de San Gabriel
11. Municipio de San Francisco Zapotitlán
12. Municipio de San Bernardino
13. Municipio de San Antonio Suchitepéquez
14. Municipio de Samayac
15. Municipio de Río Bravo
16. Municipio de Pueblo Nuevo
17. Municipio de Patulul
18. Municipio de Mazatenango
19. Municipio de Cuyotenango
20. Municipio de Chicacao
21. Municipio de San José La Máquina

Följande samhällen finns i Departamento de Suchitepéquez:

- Mazatenango
- Chicacao
- San Pablo Jocopilas
- Patulul
- San Francisco Zapotitlán
- Santa Bárbara
- Río Bravo
- Santo Tomás La Unión
- Santo Domingo Suchitepéquez
- San Bernardino
- Pueblo Nuevo
- Zunilito
- San Juan Bautista
- San José El Ídolo